# Андреас Сіґат
Андреас Сіґат (нім. Andreas Szigat, 27 вересня 1971) — німецький плавець.
Бронзовий медаліст Олімпійських Ігор 1992 року в естафеті 4×100 метрів вільним стилем.